# Jason Crossman
Jason Crossman (* 15. März 1990 in Montpellier) ist ein französischer Eishockeyspieler, der seit 2014 bei den Brest Albatros Hockey in der Ligue Magnus unter Vertrag steht.

## Karriere
Jason Crossman begann seine Karriere als Eishockeyspieler seiner Heimatstadt in der Nachwuchsabteilung des Montpellier Agglomération Hockey Club. Von dort aus wechselte er in die Nachwuchsabteilung der Brûleurs de Loups de Grenoble, für deren Profimannschaft der Verteidiger von 2007 bis 2014 in der Ligue Magnus, der höchsten französischen Eishockeyliga, spielte. Mit Grenoble gewann er 2009 den französischen Meistertitel, 2008 und 2009 die Coupe de France, 2009 und 2011 die Coupe de la Ligue sowie 2008 und 2009 die Trophée des Champions. 2014 wechselte er zum Ligakonkurrenten Brest Albatros Hockey, für den er seither spielt.

### International
Für Frankreich nahm Crossman im Juniorenbereich an der U18-Junioren-Weltmeisterschaft der Division II 2008, der U18-Junioren-Weltmeisterschaft der Division I 2007 sowie den U20-Junioren-Weltmeisterschaften der Division I 2009 und 2010 teil. Bei der U20-WM 2009 war er Mannschaftskapitän Frankreichs. 
In der Spielzeit 2013/14 gab er sein Debüt in der französischen Herren-Auswahl.

## Erfolge und Auszeichnungen
| - 2008 Coupe de France mit den Brûleurs de Loups de Grenoble - 2008 Trophée des Champions mit den Brûleurs de Loups de Grenoble - 2009 Französischer Meister mit den Brûleurs de Loups de Grenoble - 2009 Coupe de France mit den Brûleurs de Loups de Grenoble | - 2009 Coupe de la Ligue mit den Brûleurs de Loups de Grenoble - 2009 Trophée des Champions mit den Brûleurs de Loups de Grenoble - 2010 Französischer U22-Meister mit den Brûleurs de Loups de Grenoble - 2011 Coupe de la Ligue mit den Brûleurs de Loups de Grenoble |

### International
- 2008 Aufstieg in die Division I bei der U18-Junioren-Weltmeisterschaft der Division II, Gruppe A

## Ligue Magnus-Statistik
(Stand: Ende der Saison 2014/15)